# Dentilabus compressus
Dentilabus compressus är en stekelart som beskrevs av Heinrich 1974. Dentilabus compressus ingår i släktet Dentilabus och familjen brokparasitsteklar. Inga underarter finns listade i Catalogue of Life.